# 성주성산동고분군전시관
성주성산동고분군전시관은 경상북도 성주군에 있는 공립 박물관이다.

## 연혁
- 2021년 4월 1일 성산동 고분군 전시관 상설전시실 개방.
- 2021년 5월 12일 개관.